# Gemeiner Spritzwurm

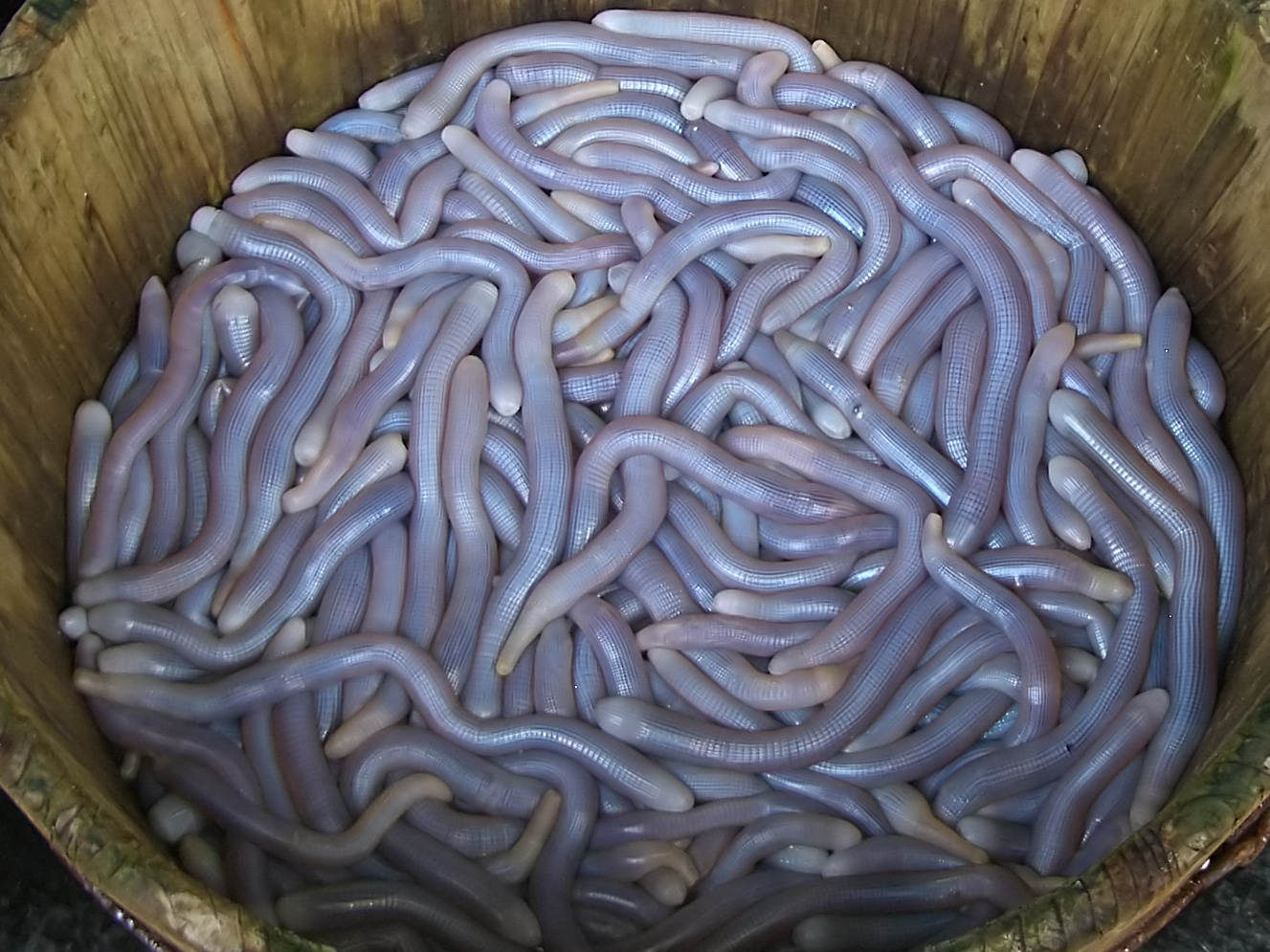
Sipunculus nudus als Nahrungsmittel in Vietnam

Der Gemeine Spritzwurm oder Nackte Spritzwurm (Sipunculus nudus) ist eine große Art der Spritzwürmer (Sipuncula) aus der Familie der Sipunculidae, der im Sand in wärmeren gemäßigten und tropischen Meeren weltweit lebt.

## Merkmale
Der zylindrische, hinten etwas aufgetriebene, fleischfarbene Rumpf von Sipunculus nudus hat eine gegittertes Muster und wird bis zu 35 cm lang.
Das Introvert, der einziehbare rüsselartige Vorderabschnitt des Wurms, hat keine Haken, sondern ist mit großen, abgeflachten, dreieckigen, nach hinten zeigenden Papillen bedeckt. Die Mundscheibe an der Spitze des Introverts trägt einen großen, stark gefalteten Tentakularlappen, dessen Rand aber keine ausgeprägten Tentakeln ausbildet. Die gitterartige Oberflächenstruktur des Rumpfes wird durch Rillen gebildet, die zwischen den unter der Haut liegenden Ring- und Längsmuskeln des Hautmuskelschlauches verlaufen. Bei kleinen Tieren, die noch keine 3,5 cm erreichen, ist diese Struktur aber noch nicht von außen sichtbar.
Die Ausgänge der Nephridien sind bauchseits seitlich vor dem After, der sich am Vorderteil des Rumpfes befindet. Die äußeren Ringmuskeln und die nach innen anschließenden Diagonal- und Längsmuskeln sind bündelweise zusammengefasst und enthalten Längskanäle, die in Abständen mit dem Coelom verbunden sind. Im Vorderabschnitt des Rumpfes gibt es 28 bis 34 Längsmuskelbündel, doch im Hinterabschnitt sind es weniger.
Es gibt innen vier Rückziehmuskeln, die am vorderen Rumpf etwa in Höhe des Afters ansetzen und sich an ihrer Basis über 4 bis 8 Muskelbündel ausziehen. Der leicht zu einer Doppelspirale gewundene Darm wird durch zahlreiche Muskeln gehalten und durch einen Spindelmuskel neben After, nicht jedoch am Hinterende des Rumpfes gestützt. Zwischen dem Oesophagus und der Hauptspirale des Darms gibt es eine charakteristische kleinere Darmschleife. Der Blinddarm im Afterbereich kann in der Größe variieren und ist meist klein. Entlang des Oesophagus verlaufen rücken- und bauchseitig zwei kontraktile Blutgefäße. Die beiden Nephridien sind auf einem Viertel ihre Länge befestigt. Jederseits des Enddarms steht jeweils eine verzweigte Drüse.

## Verbreitung und Vorkommen
Der Gemeine Spritzwurm ist als Kosmopolit in wärmeren gemäßigten und tropischen Gewässern aller großen Ozeane weltweit zu finden. Häufige Fundorte sind neben der Karibik auch die Westküste Irlands, die südwestliche Nordsee und das östliche Mittelmeer. Er lebt im Sand von den tieferen Bereichen der Gezeitenzone bis in 700 m Meerestiefe.

## Ernährung
Sipunculus nudus grast mit den Tentakeln seiner Mundscheibe an der Spitze des ausgestülpten Introverts Detritus und Kleinstlebewesen vom sandigen Substrat ab. Vom eingestülpten Introvert werden die Nahrungspartikel als Klumpen verschluckt.

## Lebenszyklus
Der Gemeine Spritzwurm ist getrenntgeschlechtlich mit gleich großen Männchen und Weibchen. Die Gameten werden ins Meerwasser abgegeben, wo die Befruchtung stattfindet. Es entwickeln sich frei schwimmende, als Zooplankton lebende Larven, die sich von einer Pericalymma zu einer Pelagosphaera weiterentwickeln, ehe sie nach einigen Wochen absinken und zu kriechenden Würmern metamorphosieren.

## Bedeutung für den Menschen
Sipunculus nudus dient in vielen Ländern Asiens als Nahrungsmittel, so in China und Vietnam.